# عز الدين سطاس
عز الدين سطاس واسمه الكامل عز الدين سطاس بن رمضان حاج بي هو كاتب وباحث سوري وُلد في قرية العدنانية في مرتفعات الجولان السورية عام 1943 وتُوفيّ في 9 نيسان/أبريل 2016. تخرّج بدرجة الليسانس في الجغرافيا من جامعة دمشق. عملَ مديرا لمجلة الأرض للدراسات الفلسطينية بالعاصِمة السوريّة دمشق منذ عام 1986 حتى عام 2009. تخصَّصّ في شؤون الصراع العربي الإسرائيلي وشمال القفقاس.

## المسيرة المهنيّة
بدأَ عز الدين مسيرته المهنيّة كمديرٍ لمجلة الأرض للدراسات الفلسطينية في عام 1986 وقضى فيها 23 سنة إلى عام 2009. في تلك الفترة؛ تخصَّصّ عز الدين في شؤون الصراع العربي الإسرائيلي وفي العلاقات الدوليّة في الشرق الأوسط.
نشرَ عز الدين العديد من التقارير التحليلية والمقالات والدراسات والأبحاث والأعمال الأدبية في المجلات والصحف العربية كالبعث والأديب والسفير والحياة والأسبوع الأدبي والآداب الأجنبية، وشؤون عربية والأرض. حاضرَ وشارك في العديد من الندوات الداخلية والخارجية وأعد العديد من المواد الإذاعية لإذاعة دمشق.

## قائمة أعماله
هذه قائمة بأعمال الكاتب والباحث السوري عز الدين سطاس:
- شمال القفقاس – تنوّع في إطار الوحدة (دراسة)
- الجولان العربية (دراسة مختصرة)
- إسرائيل - سياسيا، اقتصاديا واجتماعيًا (بالاشتراك معَ زياد العواك)
- عائشة (مسرحية مترجمة عن اللغة الشركسية)
- حكايات شعبية شركسية (مجموعة حكايات مترجمة عن اللغة الشركسية)
- الشركس: حضارة ومأساة (دراسة وترجمة)[5]
- العدنانية: سيرة خالدة (دراسة)